# Foro Apio
El Foro Apio (en latín, Forum Apii) fue una ciudad mercado en el Lacio, sobre la Vía Apia, 45 km al sur de Roma. La localidad es mencionada por el autor de los Hechos de los Apóstoles cuando los seguidores de Roma del apóstol Pablo salen a su encuentro mientras es llevado prisionero para ser juzgado por el César.